# Lincoln McIlravy
Lincoln McIlravy est un lutteur américain spécialiste de la lutte libre né le 17 juillet 1974 à Rapid City.

## Biographie
Lors des Jeux olympiques d'été de 2000 se tenant à Sydney, il remporte la médaille de bronze en combattant dans la catégorie des -69 kg. Il remporte la médaille d'argent lors des Championnats du monde de 1999 et la médaille de bronze lors des Championnats du monde de 1998.